# Coupe d'Océanie masculine de hockey sur gazon 2023
Navigation
Rockhampton 2019 2025
La Coupe d'Océanie masculine de hockey sur gazon 2023 sera la douzième édition de la Coupe d'Océanie après l'annulation de l'édition 2022 en raison de la pandémie de Covid-19, le championnat international biennal masculin de hockey sur gazon d'Océanie organisé par la Fédération océanienne de hockey sur gazon. Il se tiendra du 10 au 13 août 2023 à Whangarei en Nouvelle-Zélande,.
L'Australie sont les champions en titre, ayant remporté toutes les éditions précédentes. Le vainqueur se qualifie pour les Jeux olympiques 2024.
L'Australie bat la Nouvelle-Zélande sur l'ensemble des trois matchs afin d'engranger leur 12e titre de champion d'Océanie.

## Ville hôte
| Whangarei                    | Whangarei |
| Northland Hockey Association | Whangarei |
| Capacité : Inconnue          | Whangarei |

## Critères
En cas d'égalité de points de plusieurs équipes à l'issue des matchs de poule, les critères suivants sont appliqués dans l'ordre indiqué pour établir leur classement:
1. Points de chaque équipe,
2. Matchs gagnés,
3. Différence de buts,
4. Buts pour,
5. Plus grand nombre de points obtenus dans les matchs de poule disputés entre les équipes concernées,
6. Buts marqués en plein jeu.

## Tournoi toutes rondes
| Rang | Équipe             | Pts | J | G | N | P | Bp | Bc | Diff |
| ---- | ------------------ | --- | - | - | - | - | -- | -- | ---- |
| 1    | Australie T        | 6   | 3 | 2 | 0 | 1 | 8  | 6  | +2   |
| 2    | Nouvelle-Zélande H | 3   | 3 | 1 | 0 | 2 | 6  | 8  | -2   |

| 10 août 2023 | Nouvelle-Zélande | 1 - 3 | Australie |
| 12 août 2023 | Nouvelle-Zélande | 4 - 2 | Australie |
| 13 août 2023 | Nouvelle-Zélande | 1 - 3 | Australie |

| Match 1            | Nouvelle-Zélande | 1 - 3   | Australie                          |                                                                          |                                                                          |
| 10 août 2023 19h05 | Lane 14e         | (1 - 2) | 1e Whetton · 8e Govers · 56e Craig | Arbitrage : David Tomlinson Steve Rogers Arbitre vidéo : Aleisha Neumann | Arbitrage : David Tomlinson Steve Rogers Arbitre vidéo : Aleisha Neumann |
| 10 août 2023 19h05 | Rapport          |         |                                    | Arbitrage : David Tomlinson Steve Rogers Arbitre vidéo : Aleisha Neumann | Arbitrage : David Tomlinson Steve Rogers Arbitre vidéo : Aleisha Neumann |

| Match 2            | Nouvelle-Zélande                               | 4 - 2   | Australie                 |                                                                         |                                                                         |
| 12 août 2023 14h05 | Lane 5e · Russell 7e · Woods 13e · Findlay 29e | (4 - 1) | 19e Whetton · 34e Hayward | Arbitrage : Gareth Greenfield Steve Rogers Arbitre vidéo : Amber Church | Arbitrage : Gareth Greenfield Steve Rogers Arbitre vidéo : Amber Church |
| 12 août 2023 14h05 | Rapport                                        |         |                           | Arbitrage : Gareth Greenfield Steve Rogers Arbitre vidéo : Amber Church | Arbitrage : Gareth Greenfield Steve Rogers Arbitre vidéo : Amber Church |

| Match 3            | Nouvelle-Zélande | 1 - 3   | Australie                            |                                                                            |                                                                            |
| 13 août 2023 14h05 | Phillips 27e     | (1 - 2) | 5e Willott · 13e Hayward · 55e Welch | Arbitrage : David Tomlinson Steve Rogers Arbitre vidéo : Gareth Greenfield | Arbitrage : David Tomlinson Steve Rogers Arbitre vidéo : Gareth Greenfield |
| 13 août 2023 14h05 | Rapport          |         |                                      | Arbitrage : David Tomlinson Steve Rogers Arbitre vidéo : Gareth Greenfield | Arbitrage : David Tomlinson Steve Rogers Arbitre vidéo : Gareth Greenfield |

## Classement final
| Rang                       | Équipe             | J | V | N | P | BP | BC | +/- | Pts | Classement mondial FIH | Classement mondial FIH | Classement mondial FIH |
| Rang                       | Équipe             | J | V | N | P | BP | BC | +/- | Pts | Avant                  | Après                  | +/-                    |
| -------------------------- | ------------------ | - | - | - | - | -- | -- | --- | --- | ---------------------- | ---------------------- | ---------------------- |
| Médaille d'or, Océanie     | Australie T        | 3 | 2 | 0 | 1 | 8  | 6  | +2  | 6   | 6                      | 6                      | 0                      |
| Médaille d'argent, Océanie | Nouvelle-Zélande H | 3 | 1 | 0 | 2 | 6  | 8  | -2  | 3   | 13                     | 10                     | +3                     |

|  | Nation qualifiée pour les Jeux olympiques 2024                   |
|  | Nation qualifiée pour le Tournoi de qualification olympique 2024 |